# Carduus crispus
Il cardo crespo (Carduus crispus L., 1753)  è una pianta erbacea angiosperma dicotiledone bienne dai grandi capolini violetto-purpurei appartenente alla famiglia delle Asteraceae.

## Etimologia
Il nome del genere (Carduus) deriva dal latino (= “cardo” in italiano) che a sua volta potrebbe derivare da una parola greca il cui significato si avvicina al nostro vocabolo “rapare”; ma altre ricerche farebbero derivare da un'altra radice, sempre greca,  “ardis”  (= “punta dello strale”), alludendo ovviamente alla spinosità delle piante di questo genere. L'epiteto specifico (crispus) deriva dal latino e significa “arricciato o ondulato” in riferimento alle foglie.

Il binomio scientifico attualmente accettato (Carduus crispus) è stato proposto da Carl von Linné (Rashult, 23 maggio 1707 –Uppsala, 10 gennaio 1778), biologo e scrittore svedese, considerato il padre della moderna classificazione scientifica degli organismi viventi nella pubblicazione ”Species Plantarum” (http://www.botanicus.org/title.aspx?bibid=b12069590) del 1753.

## Descrizione

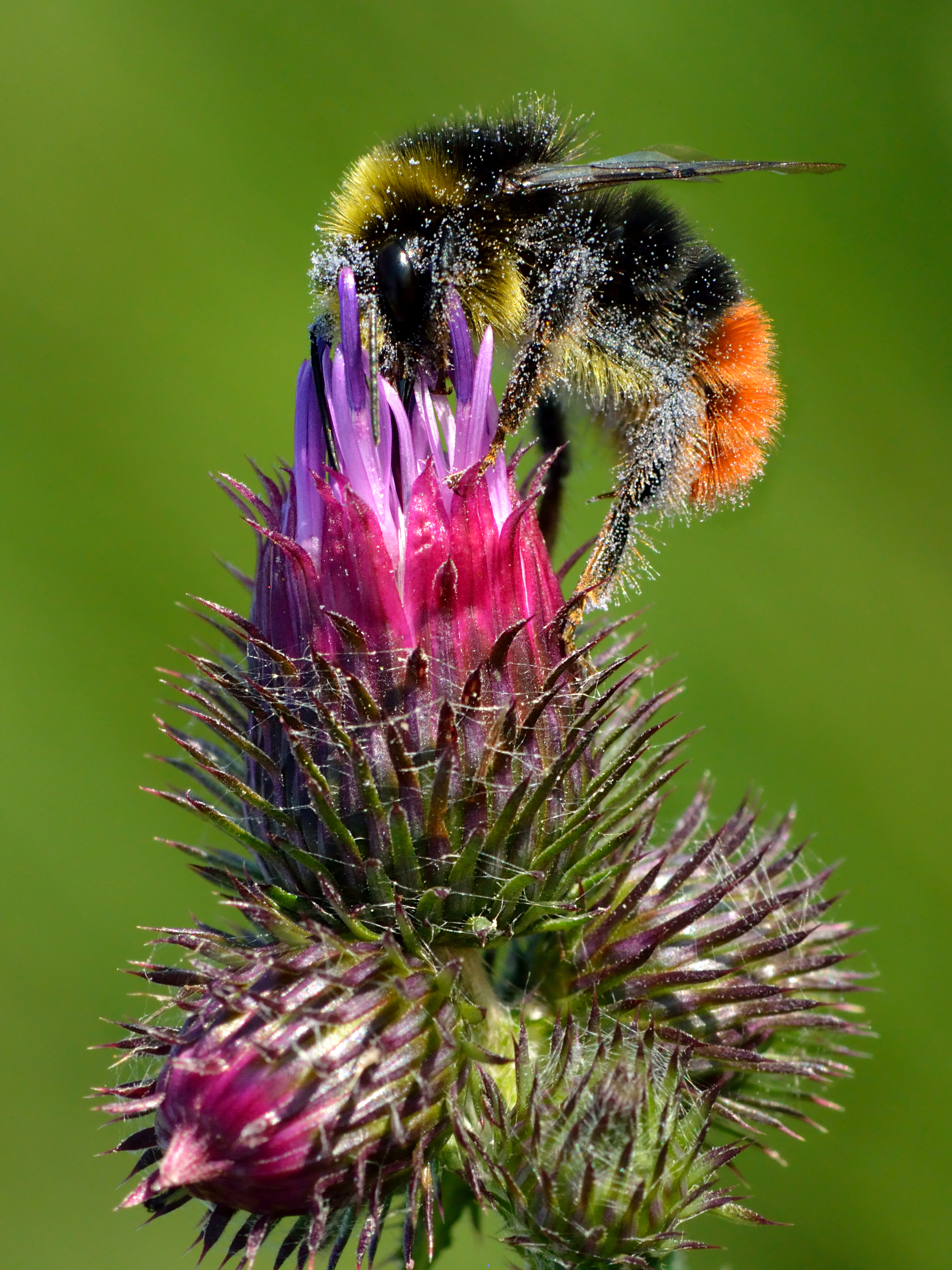
Un bombo (Bombus lapidarius) appoggiato su un cardo crespo.

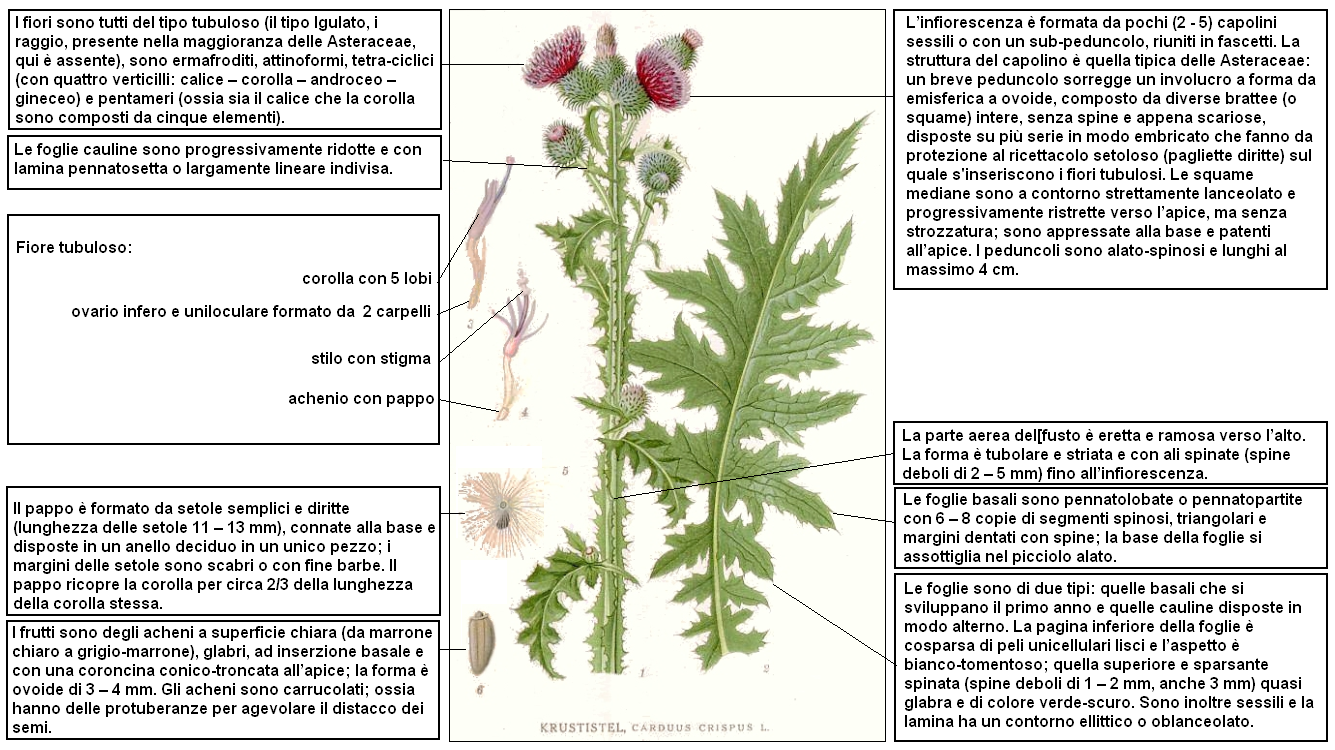
Descrizione delle parti della pianta

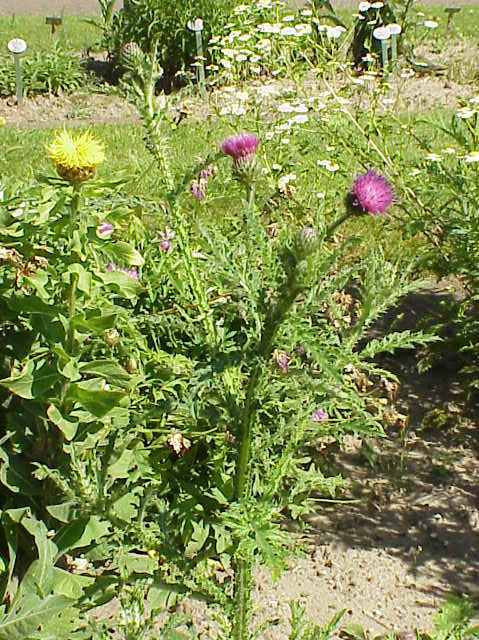
Il portamento

È una pianta eretta che può raggiungere dai 5 ai 12 dm e oltre di altezza (in America dai 3 ai 15 dm). La forma biologica della specie è emicriptofita bienne (H bienn); ossia sono piante perennanti per mezzo di gemme poste al suolo con un ciclo di crescita biennale: significa che il primo anno produce al più una bassa rosetta basale di foglie, mentre il secondo anno fiorisce completamente. In queste piante le spine sono molte e presenti sia sul fusto che sulle foglie.

### Radici
Le radici sono grosse e servono anche da ancoraggio oltre che da alimentazione.

### Fusto
La parte aerea del fusto è eretta e ramosa verso l'alto. La forma è tubolare e striata e con ali spinate (spine deboli di 1 – 3 mm) fino all'infiorescenza.

### Foglie

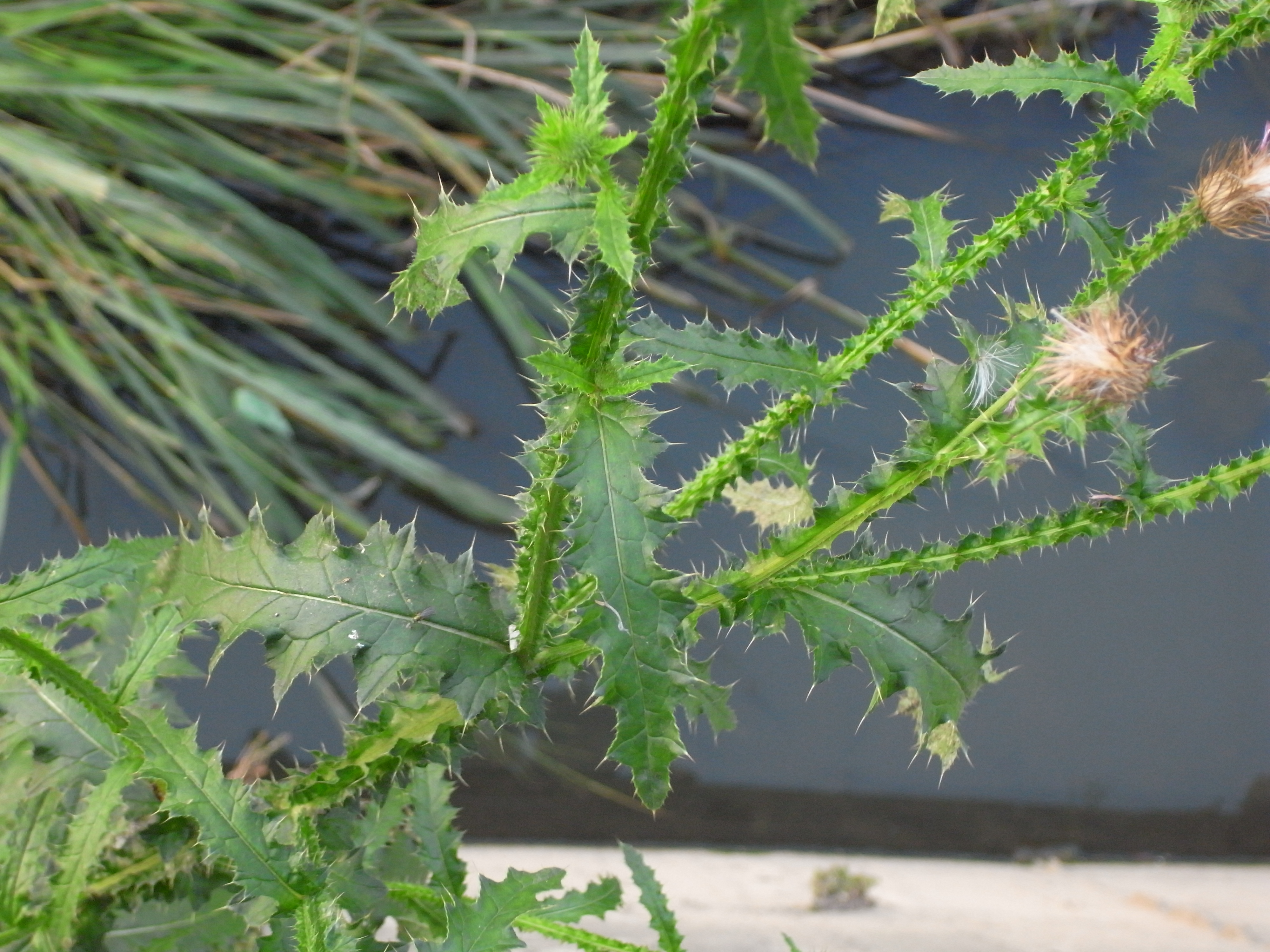
Le foglie

Le foglie sono di due tipi: quelle basali che si sviluppano il primo anno e quelle cauline disposte in modo alterno. La pagina inferiore della foglie è cosparsa di peli unicellulari lisci e l'aspetto è bianco- tomentoso; quella superiore è sparsamente spinata (spine deboli di 1 – 2 mm, anche 3 mm) quasi glabra e di colore verde-scuro. Le foglie sono sessili con lamina a contorno ellittico o oblanceolato. 
- Foglie basali: sono pennatolobate o pennatopartite con 6 – 8 copie di segmenti spinosi, triangolari e margini dentati con spine; la base della foglie si assottiglia nel picciolo alato.
- Foglie cauline: quelle superiori sono progressivamente ridotte e con lamina pennatosetta o largamente lineare e indivisa.

Dimensione delle foglie: larghezza 3 – 5 cm; lunghezza 10 – 15 cm (massimo 20 cm).

### Infiorescenza

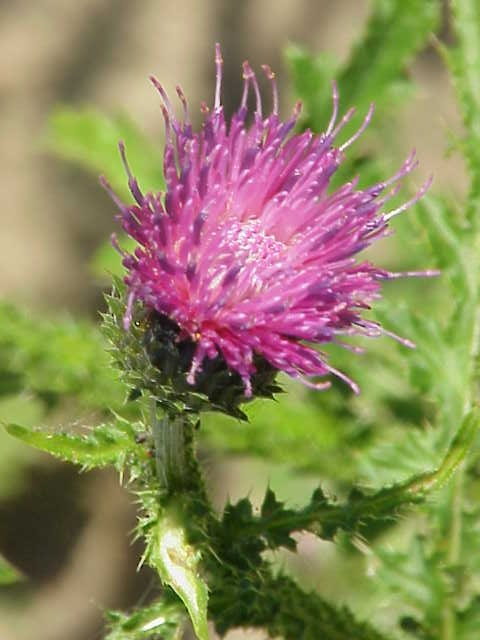
Infiorescenza

L'infiorescenza è formata da pochi (2 - 5) capolini sessili o con un sub-peduncolo, riuniti in fascetti. La struttura del capolino è quella tipica delle Asteraceae: un breve peduncolo sorregge un involucro a forma da emisferica a ovoide, composto da diverse brattee (o squame) intere, senza spine e appena scariose, disposte su più serie in modo embricato che fanno da protezione al ricettacolo setoloso (pagliette diritte) sul quale s'inseriscono i fiori tubulosi. Le squame mediane sono a contorno strettamente lanceolato e progressivamente ristrette verso l'apice, ma senza strozzatura; sono appressate alla base e patenti all'apice. I peduncoli sono alato-spinosi e lunghi al massimo 4 cm. Dimensione dell'involucro: larghezza 10 – 20 mm; lunghezza 10 – 17 mm. Diametro del capolino: 1,5 – 2,5 cm. Dimensione delle squame mediane: larghezza 1 mm; lunghezza 12 – 15 mm.

### Fiore
I fiori sono tutti del tipo tubuloso (il tipo ligulato, i fiori del raggio, presente nella maggioranza delle Asteraceae,  qui è assente), sono ermafroditi, attinoformi, tetra-ciclici (con quattro verticilli: calice – corolla – androceo – gineceo) e pentameri (ossia sia il calice che la corolla sono composti da cinque elementi).
- Formula fiorale :

- /x K {\displaystyle \infty }, [C (5), A (5)], G 2 (infero), achenio

- Calice: i sepali del calice sono ridotti ad una coroncina di squame.
- Corolla: la corolla ha una forma cilindrica (tubolare) terminante con 5 profondi lobi; il colore è violetto-purpureo. Lunghezza della corolla: 12 – 16 mm (i lobi sono lunghi circa 3,5 volte la lunghezza della gola).
- Androceo: gli stami sono 5 con filamenti liberi, papillosi e pubescenti; le antere sono saldate fra di loro e formano un manicotto circondante lo stilo; sono inoltre caudate alla base.
- Gineceo: l'ovario è infero e uniloculare formato da 2 carpelli; lo stilo è unico con uno stimma terminale lungamente bifido e glabro. All'apice dello stilo è presente un ciuffo di peli. La superficie stigmatica è localizzata nella parte interna dello stilo.[16]
- Fioritura: da luglio a agosto (settembre).

### Frutti
I frutti sono degli acheni a superficie chiara (da marrone chiaro a grigio-marrone), glabri, ad inserzione basale e con una coroncina conico-troncata all'apice; la forma è ovoide di 3 – 4 mm. Gli acheni sono carrucolati; ossia hanno delle protuberanze per agevolare il distacco dei semi. Il pappo è formato da setole semplici e diritte (lunghezza delle setole 11 – 13 mm), connate alla base e disposte in un anello deciduo in un unico pezzo; i margini delle setole sono scabri o con fine barbe. Il pappo ricopre la corolla per circa 2/3 della lunghezza della corolla stessa.

## Biologia
- Impollinazione: l'impollinazione avviene tramite insetti (impollinazione entomogama) quali api e lepidotteri.
- Riproduzione: la fecondazione avviene fondamentalmente tramite l'impollinazione dei fiori (vedi sopra).
- Dispersione: i semi cadendo a terra (dopo essere stati trasportati per alcuni metri dal vento per merito del pappo – disseminazione anemocora) sono successivamente dispersi soprattutto da insetti tipo formiche (disseminazione mirmecoria).

## Distribuzione e habitat

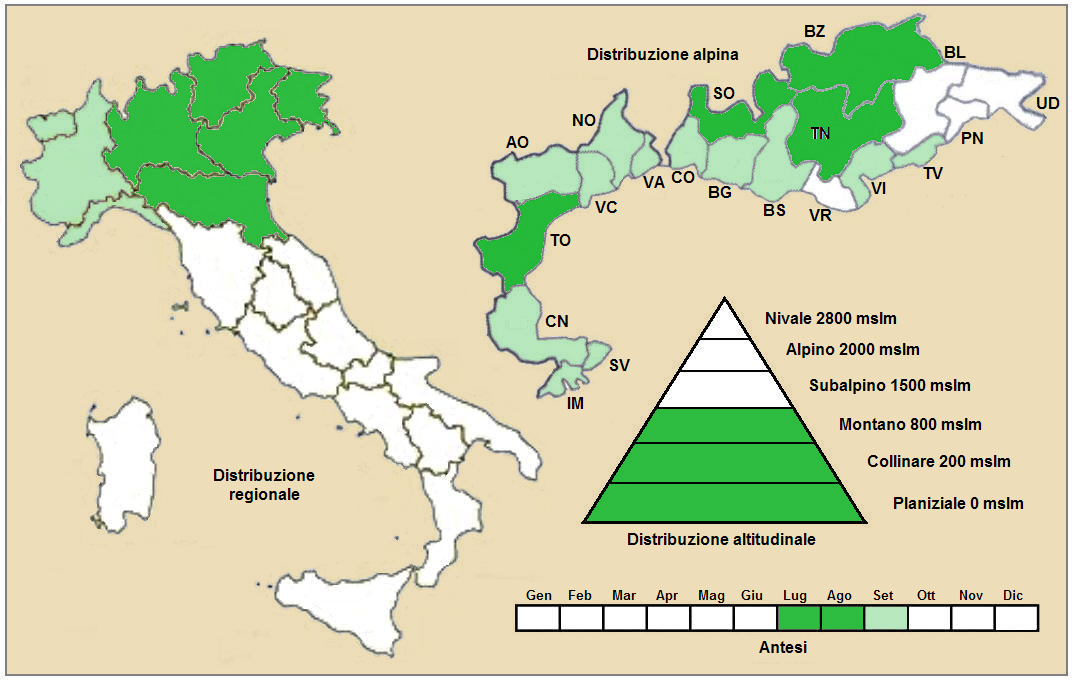
Distribuzione della pianta
(Distribuzione regionale – Distribuzione alpina)

- Geoelemento: il tipo corologico (area di origine) è Eurosiberiano.
- Distribuzione: in Italia il Cardo crespo si trova solo al nord ed è considerato raro (è assente nella maggior parte della Pianura Padana). Nelle Alpi la distribuzione di questa pianta è discontinua, mentre oltre confine (sempre nelle Alpi) si trova in Francia (dipartimenti di Alpes-de-Haute-Provence, Drôme e Isère), in Svizzera (tutti i cantoni), in Austria (tutti i Länder esclusa la Carinzia) e Slovenia. Sugli altri rilievi europei si trova nel Massiccio del Giura, Massiccio Centrale, Monti Balcani e Carpazi[19] Questo cardo è presente anche in America settentrionale ma è considerata specie naturalizzata.[6] Oltre all'Europa e all'America è presente in Asia sia nelle zone temperato-siberiane che nelle zone sub-tropicali. :[20]
- Habitat: l'habitat tipico sono le boscaglie umide, le rive dei ruscelli e torrenti, le zone ruderali e le siepi lungo le strade e i campi; ma anche nei megaforbieti e popolamenti a felci. Il substrato preferito è sia calcareo che siliceo con pH neutro, alti valori nutrizionali del terreno che deve essere mediamente umido.
- Distribuzione altitudinale: sui rilievi queste piante si possono trovare dal piano fino a 1900 m s.l.m.; frequentano quindi i seguenti piani vegetazionali: montano e collinare (oltre a quello planiziale – a livello del mare).

### Fitosociologia
Dal punto di vista fitosociologico Carduus crispus appartiene alla seguente comunità vegetale:
Formazione: delle comunità perenni nitrofile
Classe: Artemisietea vulgaris

## Tassonomia
La famiglia di appartenenza di questa voce (Asteraceae o Compositae, nomen conservandum) probabilmente originaria del Sud America, è la più numerosa del mondo vegetale, comprende oltre 23.000 specie distribuite su 1.535 generi, oppure 22.750 specie e 1.530 generi secondo altre fonti (una delle checklist più aggiornata elenca fino a 1.679 generi). La famiglia attualmente (2021) è divisa in 16 sottofamiglie.
Cardueae è una delle 4 tribù della sottofamiglia. La tribù Cardueae a sua volta è suddivisa in 12 sottotribù (la sottotribù Carduinae è una di queste).  Il genere Carduus elenca 92 specie distribuite in Eurasia e parte in Africa del nord, delle quali una ventina sono presenti spontaneamente sul territorio italiano.

### Filogenesi
Il genere di questa voce è inserito nel gruppo tassonomico della sottotribù Carduinae. In precedenza provvisoriamente era inserito nel gruppo tassonomico informale "Carduus-Cirsium Group". La posizione filogenetica di questo gruppo nell'ambito della sottotribù è abbastanza vicina al "core" della sottotribù (con il genere Cirsium forma un "gruppo fratello") e dalle analisi molecolari è stato calcolato in 7,2 milioni di anni fa la separazione di questo genere dal resto del gruppo.
Il numero cromosomico di C. crispus è: 2n = 16, 18 e 22.
I caratteri distintivi di questa specie nell'ambito del genere sono:
- la forma dell'involucro varia da emisferico a ovoide;
- le brattee involucrali medie sono progressivamente ristrette dalla base all'apice (non è presente la strozzatura);
- le brattee involucrali esterne sono diritte (appena deflesse);
- il pappo è lungo 8 – 13 mm.

Questi caratteri sono condivisi con le seguenti specie (tra parentesi sono indicati alcuni caratteri distintivi della specie):
- Carduus carduelis (L.) Gren., 1864  (le brattee involucrali esterne sono curve; le foglie basali hanno 6 - 8 segmenti per lato; gli acheni sono verrucosi).
- Carduus personata (L.) Jacq., 1776 (le brattee involucrali esterne sono curve; le foglie basali hanno 4 - 6 segmenti per lato; gli acheni sono lisci).
- Carduus acanthoides L., 1753  (le spine sono robuste e lunghe; il diametro dei capolini è di 25 – 35 mm; la superficie degli acheni è verrucosa).

### Variabilità
Per questa specie sono riconosciute la seguente sottospecie non presente in Italia:
- C. crispus subsp. multiflorus (Gaudin) Franco, 1975 - Distribuzione: Europa settentrionale (inclusa Francia e Spagna) e Russia settentrionale.
- C. crispus var. glareicola P.D.Sell, 2006 - Distribuzione: Gran Bretagna.

### Ibridi
Nell'elenco seguente sono indicati alcuni ibridi interspecifici:
- Carduus × albescens Rouy, 1905 - Ibrido con Carduus nigrescens subsp. vivariensis (Jord.) Bonnier & Layens
- Carduus × gillotii Rouy, 1905 - Ibrido con Carduus defloratus subsp. medius (Gouan) Bonnier
- Carduus × leptocephalus Peterm., 1849 - Ibrido con Carduus acanthoides L.
- Carduus × meratii Arènes, 1949 - Ibrido della subsp. multiflorus con Carduus tenuiflorus Curtis
- Carduus × moritzii Brügger, 1880 - Ibrido con Carduus defloratus L.
- Carduus × nuriae Sennen, 1913 - Ibrido con Carduus defloratus subsp. carlinfolius  (Lam.) Ces.
- Carduus × personatiformis Rouy, 1905 - Ibrido della subsp. multiflorus con Carduus personata (L.) Jacq.
- Carduus × rouyii Guétrot, 1925 - Ibrido con Carduus nigrescens subsp. vivariensis (Jord.) Bonnier & Layens
- Carduus × sepincola Hausskn., 1894 - Ibrido con Carduus personata (L.) Jacq.
- Carduus × stangii Buek in Koch, 1844 subsp. killiasii (Brügger) Arènes, 1949 - Ibrido con Carduus nutans subsp. platylepis (Rchb. & Saut.) Nyman
- Carduus × stangii Buek in Koch, 1844 subsp. semiperegrinus (Aellen) Arènes, 1949 - Ibrido con Carduus nutans subsp. leiophyllus (Petrovič) Stoj. & Stef.
- Carduus × stangii Buek in Koch, 1844 subsp. stangii - Ibrido con Carduus nutans L.

In questo elenco è indicato un Ibrido intragenerico:
- ×Carduocirsium fani Sennen ex Guétrot, 1925 - Ibrido con Cirsium monspessulanum (L.) Hill

### Sinonimi
Questa entità ha avuto nel tempo diverse nomenclature. L'elenco seguente indica alcuni tra i sinonimi più frequenti:
- Carduus acanthoides subsp. multiflorus (Gaudin) Nyman (sinonimo della sottospecie multiforus)
- Carduus agrestis Klokov
- Carduus araneosus Sennen, 1926, non Osterh. (sinonimo della sottospecie multiflorus)
- Carduus crispus subsp. agrestis Vollm.
- Carduus crispus subsp. incanus (Klok.) Soó
- Carduus crispus subsp. occidentalis Chass. & Arènes (sinonimo della sottospecie multiforus)
- Carduus crispus var. albus Makino
- Carduus crispus var. crispus
- Carduus crispus var. fissurae Soó
- Carduus crispus var. integrifolius Rchb.
- Carduus crispus var. microcephalus Domin
- Carduus crispus var. multiflorus (Gaudin) DC. (sinonimo della sottospecie multiforus)
- Carduus fissurae Nyár.
- Carduus incanus Klokov
- Carduus inclinans Stokes
- Carduus modestii Tamamsch.
- Carduus multiflorus Gaudin (basionimo della sottospecie multiforus)
- Carduus polyanthemus L.
- Carduus valentinus Boiss. & Reuter in Boiss., 1856 (sinonimo della sottospecie multiflorus)

### Specie simili
Tutti i cardi sono molto simili tra di loro. Nell'elenco sottostante sono indicate alcune specie principalmente abitatrici dell'arco alpino con le caratteristiche più differenti rispetto alla specie di questa voce:
- Carduus acanthoides L. - Cardo branca-orsina: il fusto è poco ramoso con pochi capolini terminali; le foglie superiori hanno la lamina ristretta e pennatosetta; la pagina inferiore delle foglie è cosparsa di peli pluricellulari crespi; tutta la pianta è molto spinosa con spine rigide.
- Carduus personata (L.) Jacq. - Cardo bardana: il fusto è ampiamente ramoso con diversi capolini terminali; le foglie superiori hanno la lamina ben sviluppata.
- Carduus defloratus L. - Cardo decapitato: il fusto non è alato e il capolino è solitario e incurvato appena sotto l'infiorescenza; le foglie sono glabre a lamina lanceolata e bordi interi percorsi da deboli spine.
- Carduus tenuiflorus Curtis - Cardo a capolini gracili: il fusto ha delle spine robuste; i capolini hanno un involucro cilindrico e sono riuniti in un numero maggiore (da 3 a 8, fino a 12); le squame mediane sono glabre.
- Carduus pycnocephalus L. - Cardo a capolini densi: il fusto ha delle spine robuste; i capolini hanno un involucro cilindrico allungato e sono riuniti in un numero maggiore; le squame mediane sono cigliate sui bordi.
- Carduus nutans L. - Cardo pendente: le squame mediane dell'involucro presentano nella zona mediana una strozzatura; i capolini sono inclinati.

## Usi (Cucina)
L'unica parte commestibile di questa pianta sono le giovani foglie cotte; ma va considerato un alimento d'emergenza. Dai semi della pianta può essere ricavato un olio.

## Altre notizie
Il cardo crespo in altre lingue viene chiamata nei seguenti modi:
- (DE)  Krause Distel
- (FR)  Chardon crépu
- (EN)  Welted Thistle